# Erbil Sport Club
El Arbil FC (kurdo: یانه‌ی وه‌رزشی هه‌ولێر, árabe: اربيل ) es un equipo de fútbol iraquí fundado en 1958 en la ciudad de Arbil, Región Autónoma Kurda con el nombre Brusk SC, el cual utilizaron hasta 1968, al cambiarlo por el que tienen actualmente.
El 6 de julio de 2007 logró su primer campeonato local.

## Jugadores

### Jugadores destacados
| - Abdelrazaq Al Hussain - Haidar Abdul-Jabar - Rafid Badr Al-Deen - Ahmad Abd Ali - Khaldoun Ibrahim - Ahmad Ali Jaber - Haitham Kadhim - Mahdi Karim - Mostafa Karim |  | - Qusay Munir - Yassir Raad - Ali Rehema - Samal Saeed - Samer Saeed - Ahmad Salah - Luay Salah - Salam Shakir - Borja Rubiato |

## Palmarés

### Torneos nacionales
- Liga Premier de Irak (4) 2006-07, 2007-08, 2008-09, 2011-12

## Participación en competiciones de la AFC
- Champions League: 1 aparición

2008 - Fase de grupos
- Copa AFC: 4 apariciones

2009 - Cuartos de final
2011 - Semifinales
2012 - Finalista
2013 - Segunda ronda
2014 - Finalista
2015 - Fase de grupos